# Liste der denkmalgeschützten Objekte in Purkersdorf
Die Liste der denkmalgeschützten Objekte in Purkersdorf enthält die 26 denkmalgeschützten, unbeweglichen Objekte der Gemeinde Purkersdorf.

## Denkmäler
| Foto |                 | Denkmal                                                                  | Standort                                                        | Beschreibung | Metadaten |
| ---- | --------------- | ------------------------------------------------------------------------ | --------------------------------------------------------------- | --- | --- |
| ja   | Datei hochladen | Josef Schöffel-Hauptschule HERIS-ID: 6419 Objekt-ID: 2297                | Alois Mayer-Gasse 4 Standort KG: Purkersdorf                    | 1898 von Joseph Rudecker erbauter späthistoristischer Monumentalbau | BDA-Hist.: Q37902103 Status: § 2a Stand der BDA-Liste: 2025-06-30 Name: Josef Schöffel-Hauptschule GstNr.: 14/1                                                         |
| ja   | Datei hochladen | Villa Zuckerkandl II; Japanisches Museum HERIS-ID: 7941 Objekt-ID: 3885  | Anton Wenzel Prager-Gasse 21 Standort KG: Purkersdorf           | 1907 zu einem (nie untergebrachten) Museum adaptierter späthistoristischer Gebäudekomplex | BDA-Hist.: Q37987514 Status: § 2a Stand der BDA-Liste: 2025-06-30 Name: Villa Zuckerkandl II; Japanisches Museum GstNr.: .328                                           |
| ja   | Datei hochladen | Villa/Landhaus HERIS-ID: 60122 Objekt-ID: 72022                          | Bahnhofstraße 10 Standort KG: Purkersdorf                       | Nach Plänen von Emil von Förster 1872 errichtete Villa | BDA-Hist.: Q38090301 Status: Bescheid Stand der BDA-Liste: 2025-06-30 Name: Villa/Landhaus GstNr.: .240                                                                 |
| ja   | Datei hochladen | Flur-/Wegkapelle hl. Johannes Nepomuk HERIS-ID: 6415 Objekt-ID: 2292     | bei Berggasse 19 Standort KG: Purkersdorf                       | Statue aus dem 18. Jahrhundert in Wegkapelle auf dem Friedhof | BDA-Hist.: Q37901932 Status: § 2a Stand der BDA-Liste: 2025-06-30 Name: Flur-/Wegkapelle hl. Johannes Nepomuk GstNr.: 41                                                |
| ja   | Datei hochladen | Aufbahrungshalle HERIS-ID: 7683 Objekt-ID: 3622                          | Berggasse 20 Standort KG: Purkersdorf                           | 1892 von Josef Hofbauer erbaute späthistoristische kreuzförmige Halle | BDA-Hist.: Q37974221 Status: § 2a Stand der BDA-Liste: 2025-06-30 Name: Aufbahrungshalle GstNr.: .396 Aufbahrungshalle Purkersdorf                                      |
| ja   | Datei hochladen | Mausoleum Joppich HERIS-ID: 7684 Objekt-ID: 3623                         | Berggasse 20 Standort KG: Purkersdorf                           | 1901 bis 1904 von Wilhelm Knepper im Stil der Wiener Secession errichtetes Mausoleum | BDA-Hist.: Q37974248 Status: § 2a Stand der BDA-Liste: 2025-06-30 Name: Mausoleum Joppich GstNr.: 478 Mausoleum Joppich, Purkersdorf                                    |
| ja   | Datei hochladen | Mausoleum Dreywurst HERIS-ID: 59978 Objekt-ID: 71714                     | Berggasse 20 Standort KG: Purkersdorf                           | Achtseitiges Mausoleum von 1892 mit neoklassizistischer Fassade | BDA-Hist.: Q38089443 Status: Bescheid Stand der BDA-Liste: 2025-06-30 Name: Mausoleum Dreywurst GstNr.: 478                                                             |
| ja   | Datei hochladen | Villa/Landhaus HERIS-ID: 60106 Objekt-ID: 71987                          | Christkindlwald 8 Standort KG: Purkersdorf                      | Villa mit Zinnenaufsätzen im Tudorstil, 1873 erbaut | BDA-Hist.: Q38090181 Status: Bescheid Stand der BDA-Liste: 2025-06-30 Name: Villa/Landhaus GstNr.: .267                                                                 |
| ja   | Datei hochladen | Duckhütte HERIS-ID: 45816 Objekt-ID: 47268                               | Dambach 1 Standort KG: Purkersdorf                              | Das langgestreckte Wienerwaldhaus mit Nebengebäuden stammt aus dem 19. Jahrhundert. Duckhütten waren Unterkünfte für Forstarbeiter, auch im Ausgedinge. Die Hütten wurden vor 2020 renoviert und leicht verändert. | BDA-Hist.: Q38017629 Status: Bescheid Stand der BDA-Liste: 2025-06-30 Name: Duckhütte GstNr.: .108 Duckhütte, Purkersdorf                                               |
| ja   | Datei hochladen | Schöffel-Denkmal HERIS-ID: 7942 Objekt-ID: 3887                          | Gemeindewald Standort KG: Purkersdorf                           | Denkmal für Josef Schöffel, den „Retter des Wienerwaldes“ | BDA-Hist.: Q1321319 Status: § 2a Stand der BDA-Liste: 2025-06-30 Name: Schöffel-Denkmal GstNr.: 130/1 Schöffelstein-Denkmal                                             |
| ja   | Datei hochladen | Villa/Landhaus HERIS-ID: 60323 Objekt-ID: 72508                          | Hardt Stremayr-Gasse 14 Standort KG: Purkersdorf                | 1891/92 nach Plänen von Emil Bressler erbaute Villa mit ornamentaler Verglasung | BDA-Hist.: Q38091444 Status: Bescheid Stand der BDA-Liste: 2025-06-30 Name: Villa/Landhaus GstNr.: 579/12                                                               |
| ja   | Datei hochladen | Villa HERIS-ID: 7940 Objekt-ID: 3884                                     | Hardt Stremayr-Gasse 18 Standort KG: Purkersdorf                | Zweigeschoßige Villa mit Eckturm | BDA-Hist.: Q37987410 Status: Bescheid Stand der BDA-Liste: 2025-06-30 Name: Villa GstNr.: 579/10                                                                        |
| ja   | Datei hochladen | Ehem. Fürnbergsche Poststation HERIS-ID: 7944 Objekt-ID: 3889            | Hauptplatz 5 Standort KG: Purkersdorf                           | Die Poststation wurde 1796/97 im frühklassizistischen Stil mit reliefgeschmückte Fassade neu errichtet. | BDA-Hist.: Q37987863 Status: Bescheid Stand der BDA-Liste: 2025-06-30 Name: Ehem. Fürnberg´sche Poststation GstNr.: 3/3 Fürnbergsche Poststation                        |
| ja   | Datei hochladen | Bezirksgericht, ehem. Schloss Purkersdorf HERIS-ID: 7761 Objekt-ID: 3703 | Hauptplatz 6 Standort KG: Purkersdorf                           | Dreigeschoßige vierflügelige Anlage mit hochmittelalterlichem Baukern | BDA-Hist.: Q2243015 Status: Bescheid Stand der BDA-Liste: 2025-06-30 Name: Bezirksgericht, ehem. Schloss Purkersdorf GstNr.: .5/1 Schloss Purkersdorf                   |
| ja   | Datei hochladen | Kath. Pfarrkirche hl. Jakob der Ältere HERIS-ID: 6420 Objekt-ID: 2298    | Hauptplatz 7 Standort KG: Purkersdorf                           | Im Barock ausgebauter gotischer Saalbau mit Gnadenbild der stillenden Muttergottes und Friedenskreuz, die mehrfach erweitert wurde.                                                                                | BDA-Hist.: Q2082899 Status: § 2a Stand der BDA-Liste: 2025-06-30 Name: Kath. Pfarrkirche hl. Jakob der Ältere GstNr.: .6 Pfarrkirche Purkersdorf                        |
| ja   | Datei hochladen | Bürgerhaus, ehem. Gasthof „Zum goldenen Wolfen“ HERIS-ID: 7947seit 2021  | Hauptplatz 12 Standort KG: Purkersdorf                          | | BDA-Hist.: Q107486458 Status: Bescheid Stand der BDA-Liste: 2025-06-30 Name: Bürgerhaus, ehem. Gasthof „Zum goldenen Wolfen“ GstNr.: .68/2                              |
| ja   | Datei hochladen | Gasthaus Rathaus-Stuben HERIS-ID: 7948 Objekt-ID: 3893                   | Hauptplatz 13 Standort KG: Purkersdorf                          | Zweigeschoßiges Gebäude, im Kern aus dem 16./17. Jahrhundert | BDA-Hist.: Q37988107 Status: § 2a Stand der BDA-Liste: 2025-06-30 Name: Gasthaus Rathaus Stuben GstNr.: .69/1                                                           |
| ja   | Datei hochladen | Bürgerhaus HERIS-ID: 50432 Objekt-ID: 55401                              | Hauptplatz 14 Standort KG: Purkersdorf                          | Zweigeschoßiges Gebäude mit barocker Fassadengliederung, im Kern aus dem 16./17. Jahrhundert | BDA-Hist.: Q38040113 Status: Bescheid Stand der BDA-Liste: 2025-06-30 Name: Bürgerhaus GstNr.: .70/1                                                                    |
| ja   | Datei hochladen | Kommunaler Wohnbau, Schloss Fürstenberg HERIS-ID: 6413 Objekt-ID: 2290   | Herrengasse 8 Standort KG: Purkersdorf                          | Die dreigeschoßige Anlage wurde um 1735 erbaut, hofseitig ist aber ein Bauteil aus dem 16. Jahrhundert integriert. Seit 1959 dient sie als Wohnanlage der Stadtgemeinde.                                           | BDA-Hist.: Q37901837 Status: § 2a Stand der BDA-Liste: 2025-06-30 Name: Kommunaler Wohnbau, Schloss Fürstenberg GstNr.: .60 Fürstenberg'sches Sommerpalais, Purkersdorf |
| ja   | Datei hochladen | Figur Maria Immaculata HERIS-ID: 6412 Objekt-ID: 2289                    | vor Kaiser Josef-Straße 1 Standort KG: Purkersdorf              | Die barocke Figur der Maria Immaculata stammt aus der ersten Hälfte des 18. Jahrhunderts. | BDA-Hist.: Q37901732 Status: § 2a Stand der BDA-Liste: 2025-06-30 Name: Figur Maria Immaculata GstNr.: 12/4 Maria Immaculata, Kaiser Josef-Straße 1, Purkersdorf        |
| ja   | Datei hochladen | Ehemaliger Karmeliterhof HERIS-ID: 7949 Objekt-ID: 3895                  | Kaiser Josef-Straße 2 Standort KG: Purkersdorf                  | Zweigeschoßige Anlage mit Schopfwalmdach, im Kern aus dem 17. Jahrhundert | BDA-Hist.: Q37988147 Status: Bescheid Stand der BDA-Liste: 2025-06-30 Name: Ehemaliger Karmeliterhof GstNr.: .46/1                                                      |
| BW   | Datei hochladen | Pestsäule HERIS-ID: 251353seit 2025                                      | Kaiser Josef-Straße 57 - 63, gegenüber Standort KG: Purkersdorf | Die Skulptur, die von Horst Aschermann 1965 geschaffen wurde, ersetzte ein Pestmarterl, das an die Pest von 1713 erinnerte und im Zuge des Straßenausbaus entfernt wurde.                                          | BDA-Hist.: Q135167861 Status: Bescheid Stand der BDA-Liste: 2025-06-30 Name: Pestsäule GstNr.: 465/8                                                                    |
| ja   | Datei hochladen | Pfarrhof HERIS-ID: 7951seit 2025                                         | Pfarrhofgasse 1 Standort KG: Purkersdorf                        | | BDA-Hist.: Q135167862 Status: Bescheid Stand der BDA-Liste: 2025-06-30 Name: Pfarrhof GstNr.: .49                                                                       |
| ja   | Datei hochladen | Figurenbildstock hl. Johannes Nepomuk HERIS-ID: 11212 Objekt-ID: 7290    | bei Tullnerbachstraße 127 Standort KG: Purkersdorf              | 1775 und 1780 bezeichnete Statue auf prismatischem Sockel | BDA-Hist.: Q38092236 Status: § 2a Stand der BDA-Liste: 2025-06-30 Name: Figurenbildstock hl. Johannes Nepomuk GstNr.: 393/3                                             |
| ja   | Datei hochladen | Ehemaliges Sanatorium Westend HERIS-ID: 41743 Objekt-ID: 42307           | Wiener Straße 60-70 Standort KG: Purkersdorf                    | Sanatorium Purkersdorf 1904/05 im Stil der Wiener Secession von Josef Hoffmann erbaut. | BDA-Hist.: Q873309 Status: Bescheid Stand der BDA-Liste: 2025-06-30 Name: Ehemaliges Sanatorium Westend GstNr.: 170/3, 170/10 Sanatorium Purkersdorf                    |
| ja   | Datei hochladen | Parkvilla HERIS-ID: 7687 Objekt-ID: 3627                                 | Wiener Straße 74 Standort KG: Purkersdorf                       | 1894 nach Plänen von Ludwig Richter erbaute späthistoristische Villa mit Türmchen und neobarockem Fassadendekor | BDA-Hist.: Q37974411 Status: Bescheid Stand der BDA-Liste: 2025-06-30 Name: Parkvilla GstNr.: .325                                                                      |